# Ancona Calcio 1985-1986
Questa voce raccoglie le informazioni riguardanti l'Ancona Calcio nelle competizioni ufficiali della stagione 1985-1986.

## Rosa
| N. |                   | Ruolo | Calciatore             |
| -- | ----------------- | ----- | ---------------------- |
|    | Italia (bandiera) | D     | Daniele Arrigoni       |
|    | Italia (bandiera) | D     | Roberto Bombardi       |
|    | Italia (bandiera) | D     | Giampaolo Ceramicola   |
|    | Italia (bandiera) | P     | Mariano Ciarapica      |
|    | Italia (bandiera) | C     | Michele Colasanto      |
|    | Italia (bandiera) | C     | Salvo Fulvio D'Adderio |
|    | Italia (bandiera) | C     | Giovanni Koetting      |
|    | Italia (bandiera) | C     | Massimo Mancini        |
|    | Italia (bandiera) | D     | Massimo Marchini       |
|    | Italia (bandiera) | A     | Edmondo Mochi          |

| N. |                   | Ruolo | Calciatore          |
| -- | ----------------- | ----- | ------------------- |
|    | Italia (bandiera) | C     | Domenico Moro       |
|    | Italia (bandiera) | P     | Maurizio Moscatelli |
|    | Italia (bandiera) | C     | Maurizio Orlandi    |
|    | Italia (bandiera) | C     | Raffaello Papone    |
|    | Italia (bandiera) | C     | Roberto Quagliozzi  |
|    | Italia (bandiera) | P     | Angelo Recchi       |
|    | Italia (bandiera) | A     | Fabio Scienza       |
|    | Italia (bandiera) | A     | Ezio Sella          |
|    | Italia (bandiera) | D     | Danilo Tedoldi      |
|    | Italia (bandiera) | D     | Maurizio Vincioni   |

## Risultati

### Campionato

#### Girone di andata
| 22 settembre 1985 1ª giornata | Reggiana | 0 – 4 | Ancona |  |

| 29 settembre 1985 2ª giornata | Ancona | 3 – 0 | Rimini |  |

| 6 ottobre 1985 3ª giornata | Piacenza | 2 – 1 | Ancona |  |

| 13 ottobre 1985 4ª giornata | Padova | 1 – 0 | Ancona |  |

| 20 ottobre 1985 5ª giornata | Ancona | 0 – 0 | Legnano |  |

| 27 ottobre 1985 6ª giornata | Varese | 0 – 0 | Ancona |  |

| 3 novembre 1985 7ª giornata | Ancona | 2 – 1 | Sanremese |  |

| 10 novembre 1985 8ª giornata | Carrarese | 0 – 1 | Ancona |  |

| 17 novembre 1985 9ª giornata | Ancona | 3 – 0 | Pavia |  |

| 24 novembre 1985 10ª giornata | Ancona | 0 – 0 | Fano |  |

| 1º dicembre 1985 11ª giornata | Trento | 1 – 1 | Ancona |  |

| 8 dicembre 1985 12ª giornata | Ancona | 1 – 0 | Prato |  |

| 15 dicembre 1985 13ª giornata | Rondinella | 2 – 2 | Ancona |  |

| 22 dicembre 1985 14ª giornata | Ancona | 0 – 0 | Virescit Bergamo |  |

| 5 gennaio 1986 15ª giornata | Ancona | 0 – 1 | Parma |  |

| 12 gennaio 1986 16ª giornata | SPAL | 1 – 0 | Ancona |  |

| 19 gennaio 1986 17ª giornata | Ancona | 1 – 0 | Modena |  |

#### Girone di ritorno
| 26 gennaio 1986 18ª giornata | Ancona | 2 – 2 | Reggiana |  |

| 2 febbraio 1986 19ª giornata | Rimini | 2 – 2 | Ancona |  |

| 9 febbraio 1986 20ª giornata | Ancona | 0 – 1 | Piacenza |  |

| 16 febbraio 1986 21ª giornata | Ancona | 2 – 0 | Padova |  |

| 23 febbraio 1986 22ª giornata | Legnano | 0 – 0 | Ancona |  |

| 2 marzo 1986 23ª giornata | Ancona | 4 – 1 | Varese |  |

| 9 marzo 1986 24ª giornata | Sanremese | 2 – 1 | Ancona |  |

| 23 marzo 1986 25ª giornata | Ancona | 3 – 1 | Carrarese |  |

| 29 marzo 1986 26ª giornata | Pavia | 1 – 0 | Ancona |  |

| 6 aprile 1986 27ª giornata | Fano | 3 – 1 | Ancona |  |

| 13 aprile 1986 28ª giornata | Ancona | 2 – 0 | Trento |  |

| 20 aprile 1986 29ª giornata | Prato | 0 – 0 | Ancona |  |

| 4 maggio 1986 30ª giornata | Ancona | 0 – 1 | Rondinella |  |

| 11 maggio 1986 31ª giornata | Virescit Bergamo | 2 – 0 | Ancona |  |

| 18 maggio 1986 32ª giornata | Parma | 2 – 1 | Ancona |  |

| 25 maggio 1986 33ª giornata | Ancona | 0 – 0 | SPAL |  |

| 1º giugno 1986 34ª giornata | Modena | 1 – 0 | Ancona |  |